# Diplazium mickelii
Diplazium mickelii är en majbräkenväxtart som beskrevs av Mynssen och Sylvestre.
Diplazium mickelii ingår i släktet Diplazium och familjen Athyriaceae. Inga underarter finns listade i Catalogue of Life.